# Wytwórnia Sprzętu Komunikacyjnego "PZL-Świdnik"
La Wytwórnia Sprzętu Komunikacyjnego "PZL-Świdnik" è un'azienda aeronautica polacca con sede a Świdnik, nel Voivodato di Lublino.
Fondata nel 1951 la PZL Świdnik risulta essere il più grande costruttore di elicotteri della Polonia.
Nel 2010 è acquisita da AgustaWestland, oggi Leonardo.